# Večelkov
Večelkov é um município da Eslováquia, situado no distrito de Rimavská Sobota, na região de Banská Bystrica. Tem 5,34 km² de área e sua população em 2018 foi estimada em 228 habitantes.

## Demografia
| Ano:        | 1994 | 2004    | 2014    | 2024   |
| ----------- | ---- | ------- | ------- | ------ |
| Broj ljudi: | 347  | 289     | 244     | 221    |
| Razlika:    |      | -16,71% | -15,57% | -9,42% |

| Ano:               | 2023 | 2024   |
| ------------------ | ---- | ------ |
| Número de pessoas: | 214  | 221    |
| Diferença:         |      | +3,27% |